# 175 v. Chr.
Portal Geschichte | Portal Biografien | Aktuelle Ereignisse | Jahreskalender | Tagesartikel

◄ |
3. Jahrhundert v. Chr. |
2. Jahrhundert v. Chr. |
1. Jahrhundert v. Chr. |
►

◄ | 190er v. Chr. | 180er v. Chr. | 170er v. Chr. | 160er v. Chr. |
150er v. Chr. |
►

◄◄ | ◄ | 178 v. Chr. | 177 v. Chr. | 176 v. Chr. | 175 v. Chr. |
174 v. Chr. |
173 v. Chr. |
172 v. Chr. |
► |
►►
Staatsoberhäupter

## Ereignisse
- Antiochos IV., der von den Attaliden in Pergamon als Gegenprätendent zu seinem Bruder Seleukos IV. aufgebaut worden ist, kann kampflos die Herrschaft im Seleukidenreich übernehmen, weil Seleukos von seinem Kanzler Heliodoros ermordet wird. Antiochos erklärt sich zum Vormund seines gleichnamigen Neffen, heiratet dessen Mutter, und lässt Seleukos’ Mörder hinrichten. Seleukos’ zweiter Sohn Demetrios ist zur Zeit der Ermordung seines Vaters noch minderjährig und befindet sich als Geisel in Rom. Antiochos IV. erhält die Zustimmung des römischen Senats. Zuvor hat auch er 14 Jahre als Geisel in Rom gelebt. Er sichert seine Herrschaft nach außen auch durch aufwändige Geschenke und Stiftungen an hellenische Mächte wie Pergamon und Rhodos sowie mehrere Griechenstädte ab.

## Gestorben
- Apollonius Eidograph, alexandrinischer Grammatiker
- Seleukos IV. Philopator, König des Seleukidenreiches